# Agélaos fils de Damastor
Pour les articles homonymes, voir Agélaos.
Agélaos est un personnage de l'Odyssée, prétendant de Pénélope. Fils de Damastor, il apparait dans l'Odyssée au Chant XX : il y conseille à Télémaque d'inviter Pénélope à prendre un nouvel époux. Au Chant XXII il propose aux prétendants d'envoyer quelqu'un chercher du secours pour combattre Ulysse qui souhaite alors se venger de ces derniers. Par la suite, il menace Mentor, qui sans le savoir, n'est autre qu'Athéna ayant pris les traits du vieil homme pour venir en aide à Ulysse. À la fin du massacre des prétendants il prend la tête des survivants et dirige le combat, pour être finalement tué à coup de pique par Ulysse.